# Amtsgericht Vacha
Das Amtsgericht Vacha (bis 1879 Justizamt Vacha) war ein von 1850 bis 1952 bestehendes Gericht der ordentlichen Gerichtsbarkeit mit Sitz in Vacha.

## Geschichte
Als 1850 im Großherzogtum Sachsen-Weimar-Eisenach die Trennung von Justiz und Administration vollzogen und die Patrimonialgerichtsbarkeit aufgehoben wurde, bildete man für die Rechtsprechung anstelle des vorherigen Amtes Vacha das Justizamt Vacha, dessen Bezirk die Orte Deicheroda (mit Hüttenroda, Mosa, Mühlwärts, Rodenberg), Martinroda, Oberzella (mit Badelachen, Heiligenroda, Niederndorf, Sachsenhain, Schwenge, Unterzella), Pferdsdorf, Sünna (mit Räsa), Unterbreizbach, Vacha, Völkershausen (mit Hedwigsberg, Busengraben, Kohlgraben, Luttershof, Poppenberg), Willmanns und Wölferbütt (mit Mariengart, Masbacher Höfe) umfasste.
Mit Inkrafttreten des Gerichtsverfassungsgesetzes am 1. Oktober 1879 wurde das Justizamt in das Amtsgericht Vacha umgewandelt und gleichzeitig dem neu errichteten Landgericht Eisenach zugeordnet. Dabei wurden die vom aufgelösten Justizamt Tiefenort stammenden Gemeindebezirke Dorndorf (mit Kirstingshof), Kieselbach (mit Kambach) und Tiefenort (mit Hämbach) dem Amtsgericht Vacha zugeteilt.
Nachdem 1920 das Großherzogtum Sachsen ein Teil Thüringens geworden war, kam es am 1. Oktober 1923 zu einer landesweiten Neufassung der thüringischen Gerichtsbezirke. Infolgedessen erweiterte sich der Amtsgerichtsbezirk Vacha um die zuvor dem Amtsgericht Gerstungen angehörenden Orte Frauensee (mit Josthof, Schergeshof, Springen und dem Knottenhof) und Vitzeroda sowie den bis dato zum Amtsgericht Stadtlengsfeld zählenden Ortschaften Kaiseroda und Merkers. Vom 1. Januar 1924 bis zum 1. Januar 1925 gehörte Kaiseroda zum Amtsgericht Bad Salzungen.
Nach der Aufhebung des Landgerichtes Eisenach am 1. September 1949 war das Landgericht Meiningen die nächsthöhere Instanz für das AG Vacha geworden. Genau einen Monat später wurde das Amtsgericht Geisa aufgehoben und dessen gesamter Bezirk, bestehend aus Apfelbach, Bermbach, Borbels, Borsch, Bremen, Buttlar, Geblar, Geisa, Geismar, Gerstengrund, Ketten, Kranlucken, Mieswarz, Motzlar (mit Langwinden und Oberrothhof), Otzbach, Reinhards, Schleid (mit Röderkirchhof und Unterrothhof), Spahl, Walkes (mit Seeleshof), Wenigentaft, Wiesenfeld und Zitters (mit Kohlbach), dem Vachaer Sprengel zugewiesen.
Am 1. Januar 1952 wurden das Amtsgericht Vacha dann selber aufgehoben und sein gesamter Bezirk dem Amtsgericht Bad Salzungen zugeteilt.